# Васильев, Александр Николаевич (физик, МГУ)
Алекса́ндр Никола́евич Васи́льев (род. 28 апреля 1951, Днепропетровск) — советский и российский учёный в области физики конденсированного состояния, доктор физико-математических наук, профессор, заведующий кафедрой физики низких температур и сверхпроводимости Физического факультета МГУ.

## Биография
Послужной список в МГУ:
- 1970—1975 студент физфака;
- 1975—1982 старший лаборант;
- 1982—1989 научный сотрудник;
- 1989—1993 доцент;
- с 1993 профессор;
- с 1996 зав. кафедрой физики низких температур и сверхпроводимости.

Читает курсы лекций «Введение в физику низких температур», «Актуальные проблемы физики низких температур», «Квантовые кооперативные явления в твёрдых телах».
Кандидат (1980), доктор (1988) физико-математических наук. Докторская диссертация:
- Электромагнитное возбуждение ультразвука в металлах и полупроводниках : диссертация … доктора физико-математических наук : 01.04.07 / МГУ им. М. В. Ломоносова. Физ. фак. — Москва, 1987. — 372 с. : ил.

## Сочинения
- Волны в плазме твёрдого тела : [Учеб. пособие] / А. Н. Васильев; Моск. гос. ун-т им. М. В. Ломоносова, Физ. фак. — М. : Изд-во Моск. УН-ТА, 1988. — 98,[1] с. : ил.; 22 см.
- Васильев А. Н., Гайдуков Ю. П. Электромагнитное возбуждение звука в металлах. УФН, 141(3), 431—467 (1983)

Список публикаций: https://istina.msu.ru/profile/anvas2000/